# Kristóf Herjeczki
Kristóf Herjeczki (sinh 23 tháng 6 năm 1998 ở Budapest) là một cầu thủ bóng đá Hungary hiện tại thi đấu cho Budapest Honvéd.

## Sự nghiệp

### Budapest Honvéd
Ngày 15 tháng 7 năm 2017, Herjeczki đá trận đầu tiên cho Budapest Honvéd trong chiến thắng 2-0 trước Szombathelyi Haladás ở Hungarian League.

## Thống kê câu lạc bộ
| Câu lạc bộ          | Mùa giải | Giải vô địch | Giải vô địch | Cúp     | Cúp       | Châu Âu | Châu Âu   | Tổng    | Tổng      |
| Câu lạc bộ          | Mùa giải | Số trận      | Bàn thắng    | Số trận | Bàn thắng | Số trận | Bàn thắng | Số trận | Bàn thắng |
| ------------------- | -------- | ------------ | ------------ | ------- | --------- | ------- | --------- | ------- | --------- |
| Budapest Honvéd II  |          |              |              |         |           |         |           |         |           |
| 2014–15             | 9        | 0            | 0            | 0       | 0         | 0       | 9         | 0       |           |
| 2015–16             | 7        | 0            | 0            | 0       | 0         | 0       | 7         | 0       |           |
| 2016–17             | 14       | 4            | 0            | 0       | 0         | 0       | 14        | 4       |           |
| Tổng                | 30       | 4            | 0            | 0       | 0         | 0       | 30        | 4       |           |
| Budapest Honvéd     |          |              |              |         |           |         |           |         |           |
| 2017–18             | 9        | 0            | 1            | 0       | 0         | 0       | 10        | 0       |           |
| Tổng                | 9        | 0            | 1            | 0       | 0         | 0       | 10        | 0       |           |
| Tổng cộng sự nghiệp |          | 39           | 4            | 1       | 0         | 0       | 0         | 40      | 4         |

Cập nhật theo các trận đấu đã diễn ra tính đến ngày 28 tháng 10 năm 2017.